# Grand Prix-wegrace van Joegoslavië 1989
De Grand Prix-wegrace van Joegoslavië 1989 was de achtste Grand Prix van het wereldkampioenschap wegrace in het seizoen 1989. De races werden verreden op 11 juni 1989 op het Automotodrom Grobnik bij Rijeka. In Joegoslavië reden slechts drie klassen: 80 cc, 250 cc en 500 cc.

## Algemeen
Nadat in de GP van 1988 voor het eerst sinds jaren de 125cc-klasse was toegevoegd, was ze in 1989 weer verdwenen. Dat had waarschijnlijk te maken met de kritiek omdat men pas om 11.00 met de laatste zondagtrainingen begon en het programma pas na 18.00 uur was geëindigd. In plaats van te kijken naar andere organisatoren, zoals bijvoorbeeld de TT van Assen, waar vijf klassen aan de start kwamen, bracht men het programma dus terug naar drie klassen. Wel had men een uitstekende controle over de toegang tot het rennerskwartier. Een aantal personen werd tegengehouden met valse toegangskaarten. Via de nummers achterhaalde men een Duits en een Italiaans team waarvan de originelen gekopieerd waren en er werden enkele arrestaties verricht. 

## 500cc-klasse

### De training
Kevin Schwantz pakte zijn vierde achtereenvolgende poleposition, voor Wayne Rainey, Eddie Lawson en Kevin Magee, maar de grote verrassing was de vijfde startplaats voor Randy Mamola. Cagiva had een grote sprong gemaakt door de achtervering helemaal te veranderen. De Öhlins-schokdemper was van een horizontale positie naar een bijna verticale gegaan en men had ook een nieuwe swingarm gebouwd. Men had wel nog een probleem omdat Randy ontstoken amandelen had en daardoor ook een lichte koorts had. 

#### Trainingstijden
| Pos | Coureur             | Merk                               | Tijd     |
| --- | ------------------- | ---------------------------------- | -------- |
| 1.  | Kevin Schwantz      | Pepsi-Suzuki                       | 1"29'153 |
| 2.  | Wayne Rainey        | Roberts-Lucky Strike-Yamaha        | 1"29'257 |
| 3.  | Eddie Lawson        | Kanemoto Racing-Rothmans-HRC-Honda | 1"29'603 |
| 4.  | Kevin Magee         | Roberts-Lucky Strike-Yamaha        | 1"29'745 |
| 5.  | Randy Mamola        | Cagiva Corse                       | 1"30'131 |
| 6.  | Christian Sarron    | Gauloises-Sonauto-Yamaha           | 1"30'154 |
| 7.  | Pierfrancesco Chili | Gallina-HB-HRC-Honda               | 1"30'255 |
| 8.  | Freddie Spencer     | Agostini-Marlboro-Yamaha           | 1"30'797 |
| 9.  | Ron Haslam          | Pepsi-Suzuki                       | 1"30'924 |
| 10. | Mick Doohan         | Rothmans-HRC-Honda                 | 1"30'982 |

### De race
De 500cc-coureurs begonnen aan hun race in Rijeka in de wetenschap dat hun banden het zwaar zouden krijgen. Er ontstond al snel een driemans-kopgroep: Wayne Rainey, Eddie Lawson en Kevin Schwantz. Schwantz beperkte zich het grootste deel van de race tot het volgen van zijn voorgangers, maar toen Eddie Lawson een bocht te ruim nam en het gras in reed keek Rainey hem even na. Toen hij weer voor zich keek zat Schwantz voor hem. Rainey kon zich nog een keer terugvechten, maar Schwantz remde hem steeds weer uit voor de laatste linker bocht. Lawson had toch voldoende tijd gewonnen om ruim voor Kevin Magee derde te worden. Freddie Spencer parkeerde zijn Marlboro-Yamaha al in de eerste ronde tegen de vangrail, naar eigen zeggen door carburatieproblemen. Zijn teambaas Giacomo Agostini viel hem hier voor het eerst echter keihard af. Hij hield het op Spencer's motivatieproblemen.
| Pos | Coureur                      | Merk                               | Tijd      | Grid | Punten |
| --- | ---------------------------- | ---------------------------------- | --------- | ---- | ------ |
| 1   | Kevin Schwantz               | Pepsi-Suzuki                       | 45"10'96  | 1    | 20     |
| 2   | Wayne Rainey                 | Roberts-Lucky Strike-Yamaha        | 45"12'15  | 2    | 17     |
| 3   | Eddie Lawson                 | Kanemoto Racing-Rothmans-HRC-Honda | 45"26'63  | 3    | 15     |
| 4   | Kevin Magee                  | Roberts-Lucky Strike-Yamaha        | 45"52'51  | 4    | 13     |
| 5   | Christian Sarron             | Gauloises-Sonauto-Yamaha           | 45"52'64  | 6    | 11     |
| 6   | Mick Doohan                  | Rothmans-HRC-Honda                 | 46"16'70  | 10   | 10     |
| 7   | Randy Mamola                 | Cagiva Corse                       | 46"23'88  | 5    | 9      |
| 8   | Ron Haslam                   | Pepsi-Suzuki                       | 46"33'42  | 9    | 8      |
| 9   | Pierfrancesco Chili          | Gallina-HB-HRC-Honda               | 46"42'89  | 7    | 7      |
| 10  | Dominique Sarron             | ELF-ROC-HRC-Honda                  | +1 ronde  | 11   | 6      |
| 11  | Rob McElnea                  | Cabin-HRC-Honda                    | +1 ronde  | 12   | 5      |
| 12  | Niall Mackenzie              | Agostini-Marlboro-Yamaha           | +1 ronde  | 13   | 4      |
| 13  | Massimo Broccoli             | Cagiva Corse                       | +1 ronde  | 16   | 3      |
| 14  | Simon Buckmaster             | Team Katayama-Honda                | +1 ronde  | 17   | 2      |
| 15  | Michael Rudroff              | Rallye Sport-Honda                 | +1 ronde  | 19   | 1      |
| 16  | Bruno Kneubühler             | Römer-Honda                        | +1 ronde  | 21   |        |
| 17  | Marco Papa                   | Greco-Paton                        | +2 ronden | 20   |        |
| 18  | Stefan Klabacher             | Honda                              | +3 ronden | 25   |        |
| 19  | Fernando Gonzalez de Nicolás | Club Cross Pozuelo-Honda           | +3 ronden | 27   |        |
| 20  | Nicholas Schmassmann         | Technotron-Honda                   | +3 ronden | 24   |        |
| 21  | Rudolf Zeller                | Manhattan                          | +3 ronden | 28   |        |

| Coureur           | Merk                     | Oorzaak    | Grid |
| ----------------- | ------------------------ | ---------- | ---- |
| Vittorio Scatola  | AVIA-Honda               |            | 18   |
| Michael Kaplan    | SKF-Honda                |            | 26   |
| Marco Gentile     | Fior-Marlboro-Yamaha     |            | 15   |
| Alessandro Valesi | Iberna-Yamaha            |            | 14   |
| Andreas Leuthe    | Librenti-Suzuki          |            | 22   |
| Freddie Spencer   | Agostini-Marlboro-Yamaha | Carburatie | 8    |

| Coureur       | Merk   | Oorzaak | Grid |
| ------------- | ------ | ------- | ---- |
| Claude Albert | Suzuki |         | 23   |

| Coureur           | Merk   |
| ----------------- | ------ |
| Donato Battistoni | Suzuki |
| Helmut Schütz     | Honda  |

| Coureur           | Merk                             | Oorzaak  |
| ----------------- | -------------------------------- | -------- |
| Adrien Morillas   | ELF-ROC-HRC-Honda                | [ 1 ]    |
| Wayne Gardner     | Rothmans-HRC-Honda               | Blessure |
| Norihiko Fujiwara | Tech 21-Yamaha                   | [ 3 ]    |
| Shinichi Ito      | Seed-HRC-Honda                   | [ 4 ]    |
| Tadahiko Taira    | Tech 21-Yamaha                   | Gezin    |
| Shunji Yatsushiro | Pentax-HRC-Honda                 | [ 4 ]    |
| Kunio Machii      | Nescafé-Yamaha                   | [ 4 ]    |
| Bubba Shobert     | Cabin-HRC-Honda USA              | Gewond   |
| Sepp Doppler      | Honda                            |          |
| Alois Meyer       | Rallye Sport-Honda               |          |
| Luca Cadalora     | Agostini-Marlboro-Yamaha         | [ 7 ]    |
| Romolo Balbi      | Honda                            |          |
| Michael Dowson    | Yamaha                           |          |
| Fabio Biliotti    | Team Katayama-Honda              |          |
| John Kocinski     | Roberts-Yamaha                   | [ 8 ]    |
| Ernst Gschwender  | Suzuki Deutschland               |          |
| Fred Merkel       | Gallina-HB-HRC-Honda             |          |
| Thierry Crine     | Konica Minolta-Suzuki            | [ 9 ]    |
| Roger Burnett     | Rothmans-HRC-Honda               | [ 10 ]   |
| Juan López Mella  | Xunta-Honda                      |          |
| Alberto Rota      | Yamaha                           |          |
| Cees Doorakkers   | Honda                            |          |
| Eddie Laycock     | Millar-Honda                     |          |
| Peter Lindén      | Flygvapnet-Eurovan Germany-Honda |          |

### Top tien tussenstand 500cc-klasse
| Pos | Coureur             | Merk                               | Ptn |
| --- | ------------------- | ---------------------------------- | --- |
| 1   | Wayne Rainey        | Roberts-Lucky Strike-Yamaha        | 123 |
| 2   | Eddie Lawson        | Kanemoto Racing-Rothmans-HRC-Honda | 110 |
| 3   | Christian Sarron    | Gauloises-Sonauto-Yamaha           | 82  |
| 4   | Kevin Schwantz      | Pepsi-Suzuki                       | 77  |
| 5   | Kevin Magee         | Roberts-Lucky Strike-Yamaha        | 70  |
| 6   | Pierfrancesco Chili | Gallina-HB-HRC-Honda               | 69  |
| 7   | Mick Doohan         | Rothmans-HRC-Honda                 | 49  |
| 8   | Niall Mackenzie     | Agostini-Marlboro-Yamaha           | 40  |
| 9   | Dominique Sarron    | ELF-ROC-HRC-Honda                  | 39  |
| 9   | Ron Haslam          | Pepsi-Suzuki                       | 39  |

## 250cc-klasse

### De training
Opnieuw scoorde Sito Pons een van zijn zeldzame polepositions voor Reinhold Roth en Jacques Cornu. De beste Yamaha-coureur was Luca Cadalora. Martin Wimmer viel in de laatste training en blesseerde zijn linkervoet. Daarom liet hij het schakelmechanisme omzetten naar de rechterkant van zijn machine. Jean-Philippe Ruggia, de topman van Yamaha, was niet tevreden. Nadat de Yamaha's in twee races op snelheid geklopt waren, bleken nu ook de stuurkwaliteiten minder te zijn dan die van Honda.

#### Trainingstijden
| Pos | Coureur              | Merk                        | Tijd     |
| --- | -------------------- | --------------------------- | -------- |
| 1.  | Sito Pons            | Campsa-JJ Cobas-HRC-Honda   | 1"31'766 |
| 2.  | Reinhold Roth        | HB-Shoei-HRC-Honda          | 1"32'059 |
| 3.  | Jacques Cornu        | Lucky Strike-ELF-HRC-Honda  | 1"32'220 |
| 4.  | Luca Cadalora        | Agostini-Marlboro-Yamaha    | 1"32'324 |
| 5.  | Martin Wimmer        | Hein Gericke-Aprilia-Rotax  | 1"32'339 |
| 6.  | Jean-Philippe Ruggia | Gauloises-Sonauto-Yamaha    | 1"32'629 |
| 7.  | Juan Garriga         | Nieto-Ducados-Repsol-Yamaha | 1"32'629 |
| 8.  | Loris Reggiani       | HB-HRC-Honda                | 1"32'689 |
| 9.  | Helmut Bradl         | HB-Römer-HRC-Honda          | 1"32'718 |
| 10. | Didier de Radiguès   | Aprilia-Rotax               | 1"33'256 |

### De race
Na de start nam Reinhold Roth de leiding voor Didier de Radiguès, Sito Pons, Jacques Cornu, Loris Reggiani, Helmut Bradl, Daniel Amatriaín en Luca Cadalora. De kopgroep begon in de zesde ronde uit te dunnen toen Reggiani viel en De Radiguès met een lekkende versnellingsbak uitviel. Vier ronden later kwamen Cadalora en Bradl samen ten val. Uiteindelijk bleven Roth, Pons en Cornu vooraan over. Roth pakte bij het passeren van achterblijvers honderd meter voorsprong, maar hij had al vanaf de start problemen met zijn banden. Pons wist dat hij meer vermogen en meer grip had en pakte in de laatste bocht voor start/finish de leiding.
| Pos | Coureur                   | Merk                        | Tijd     | Grid | Punten |
| --- | ------------------------- | --------------------------- | -------- | ---- | ------ |
| 1   | Sito Pons                 | Campsa-JJ Cobas-HRC-Honda   | 40"37'11 | 1    | 20     |
| 2   | Reinhold Roth             | HB-Shoei-HRC-Honda          | 40"37'27 | 2    | 17     |
| 3   | Jacques Cornu             | Lucky Strike-ELF-HRC-Honda  | 40"38'63 | 3    | 15     |
| 4   | Jean-Philippe Ruggia      | Gauloises-Sonauto-Yamaha    | 40"59'89 | 6    | 13     |
| 5   | Juan Garriga              | Nieto-Ducados-Repsol-Yamaha | 41"13'19 | 7    | 11     |
| 6   | Carlos Cardús             | Repsol-HRC-Honda España     | 41"16'73 | 11   | 10     |
| 7   | Jochen Schmid             | Honda                       | 41"17'00 | 16   | 9      |
| 8   | Adrien Morillas           | Yamaha                      | 41"23'50 | 32   | 8      |
| 9   | Wilco Zeelenberg          | Samson-Sharp-Honda          | 41"23'96 | 15   | 7      |
| 10  | Renzo Colleoni            | Aprilia-Rotax               | 41"24'16 | 14   | 6      |
| 11  | Gary Cowan                | Docshop-Yamaha              | 41"37'04 | 18   | 5      |
| 12  | Kevin Mitchell            | Yamaha                      | 41"46'77 | 23   | 4      |
| 13  | Patrick van den Goorbergh | Docshop-Yamaha              | 41"46'97 | 22   | 3      |
| 14  | Andreas Preining          | Aprilia-Rotax               | 41"47'09 | 26   | 2      |
| 15  | Alex Barros               | McDonald's-Venemotos-Yamaha | 41"48'63 | 29   | 1      |
| 16  | Jean-Francois Foray       | Yamaha                      | 42"01'64 | 35   |        |
| 17  | August Auinger            | Project Consult-Yamaha      | 42"01'79 | 21   |        |
| 18  | Massimo Matteoni          | Yamaha                      | +1 ronde | 33   |        |
| 19  | Alain Bronec              | Aprilia-Rotax               | +1 ronde | 34   |        |

| Coureur             | Merk                            | Oorzaak         | Grid |
| ------------------- | ------------------------------- | --------------- | ---- |
| Urs Jücker          | Yamaha                          |                 | 36   |
| Luca Cadalora       | Agostini-Marlboro-Yamaha        | Val             | 4    |
| Loris Reggiani      | HB-HRC-Honda                    | Val             | 8    |
| Helmut Bradl        | HB-Römer-HRC-Honda              | Val             | 9    |
| Maurizio Vitali     | Honda                           |                 | 24   |
| Martin Wimmer       | Hein Gericke-Aprilia-Rotax      | Schakelpedaal   | 5    |
| Didier de Radiguès  | Aprilia-Rotax                   | Versnellingsbak | 10   |
| Alberto Puig        | Nieto-Ducados-Yamaha            |                 | 17   |
| Hans Becker         | Yamaha                          |                 | 31   |
| Stefano Caracchi    | Honda                           |                 | 27   |
| Harald Eckl         | Römer-Aprilia-Rotax             |                 | 19   |
| Daniel Amatriaín    | Team Katayama-Ducados-HRC-Honda | Val             | 12   |
| Jean-François Baldé | Yamaha                          |                 | 13   |
| Fausto Ricci        | FMI-Aprilia-Rotax               |                 | 30   |

| Coureur          | Merk                | Oorzaak  | Grid |
| ---------------- | ------------------- | -------- | ---- |
| Masahiro Shimizu | Ajinomoto-HRC-Honda | Blessure | 25   |
| Bernard Schick   | Yamaha              |          | 28   |
| Alberto Rota     | FMI-Aprilia-Rotax   | Blessure | 20   |

| Coureur          | Merk            |
| ---------------- | --------------- |
| Virginio Ferrari | Gazzaniga-Rotax |
| Andy Leisner     | Honda           |
| Manfred Herweh   | Yamaha          |
| Martin Sraj      | Honda           |
| Darren Milner    | Yamaha          |
| Zdravkden Leljak | Honda           |

| Coureur            | Merk             | Oorzaak |
| ------------------ | ---------------- | ------- |
| John Kocinski      | Roberts-Yamaha   | [ 13 ]  |
| Toshihiko Honma    | Yamaha           | [ 14 ]  |
| Jim Filice         | HRC-Honda        | [ 15 ]  |
| Carlos Lavado      | Geen machine     | [ 16 ]  |
| Marcellino Lucchi  | Aprilia-Rotax    |         |
| Tadayuki Okada     | Cabin-HRC-Honda  | [ 4 ]   |
| Toshinobu Shiomori | Yamaha           | [ 4 ]   |
| Daryl Beattie      | Honda            |         |
| Paolo Casoli       | Pileri-AGV-Honda |         |
| Luis Lavado        | Yamaha           |         |
| Junya Arai         | Honda            | [ 4 ]   |

### Top tien tussenstand 250cc-klasse
| Pos | Coureur              | Merk                                   | Ptn |
| --- | -------------------- | -------------------------------------- | --- |
| 1   | Sito Pons            | Campsa-JJ Cobas-HRC-Honda              | 147 |
| 2   | Jean-Philippe Ruggia | Gauloises-Sonauto-Yamaha               | 99  |
| 3   | Jacques Cornu        | Lucky Strike-ELF-HRC-Honda             | 85  |
| 4   | Reinhold Roth        | HB-Römer-HRC-Honda/ HB-Shoei-HRC-Honda | 83  |
| 5   | Carlos Cardús        | Repsol-HRC-Honda España                | 82  |
| 6   | Luca Cadalora        | Agostini-Marlboro-Yamaha               | 70  |
| 7   | Juan Garriga         | Nieto-Ducados-Repsol-Yamaha            | 51  |
| 8   | Masahiro Shimizu     | Ajinomoto-HRC-Honda                    | 46  |
| 9   | Helmut Bradl         | HB-Römer-HRC-Honda                     | 44  |
| 10  | John Kocinski        | Roberts-Yamaha                         | 40  |

## 80cc-klasse

### De training
In de 80cc-training werd de eerste startrij voornamelijk bevolkt door Krausers, met Stefan Dörflinger, Peter Öttl en Herri Torronttegui. Manuel Herreros kreeg steun van Julián Miralles, Europees kampioen van 1987, die de machines van de geblesseerde Jorge Martínez had gekregen. Miralles moest echter van de tweede rij starten. 

#### Trainingstijden
| Pos | Coureur           | Merk                      | Tijd     |
| --- | ----------------- | ------------------------- | -------- |
| 1.  | Stefan Dörflinger | Marlboro-LCR-Krauser      | 1"41'893 |
| 2.  | Peter Öttl        | Atomic-Krauser            | 1"42'258 |
| 3.  | Herri Torrontegui | Servitrans-Repsol-Krauser | ?        |
| 4.  | Manuel Herreros   | Nieto-Ducados-Cepsa-Derbi | 1"43'633 |
| 5.  | Jörg Seel         | Seel                      | 1"43'979 |
| 6.  | I. Alvares        | CJB                       | 1"44'119 |
| 7.  | Julián Miralles   | Nieto-Ducados-Cepsa-Derbi | 1"44'348 |
| 8.  | Hans Koopman      | Viplex-Ziegler            | 1"44'614 |
| 9.  | Paolo Priori      | Krauser                   | 1"45'092 |
| 10. | Bogdan Nikolov    | Krauser                   | 1"45'092 |

### De race
Stefan Dörflinger en Peter Öttl hadden niets aan hun goede startposities omdat ze zeer slecht wegkwamen. Na de eerste ronde lagen ze op de 18e en de 19e plaats, terwijl het veld werd aangevoerd door Bogdan Nikolov, Manuel Herreros en Herri Torrontegui. In de zevende ronde had Öttl de leiders echter al in zicht en in de tiende ronde passeerde hij in één beweging Torrontegui en Herreros. Torrontegui verloor tijd omdat hij voor de pitmuur stopte om zijn accu te verwisselen. Hij werd daardoor achtste, maar omdat hij niet in de pit gesleuteld had werd hij gediskwalificeerd. Het kostte hem ook zijn leiderspositie in het wereldkampioenschap. Öttl won voor Herreros en Dörflinger. 
| Pos | Coureur           | Merk                      | Tijd      | Grid | Punten |
| --- | ----------------- | ------------------------- | --------- | ---- | ------ |
| 1   | Peter Öttl        | Atomic-Krauser            | 37"43'79  | 2    | 20     |
| 2   | Manuel Herreros   | Nieto-Ducados-Cepsa-Derbi | 37"57'23  | 4    | 17     |
| 3   | Stefan Dörflinger | Marlboro-LCR-Krauser      | 38"11'48  | 1    | 15     |
| 4   | Julián Miralles   | Nieto-Ducados-Cepsa-Derbi | 38"23'50  | 7    | 13     |
| 5   | Bogdan Nikolov    | Krauser                   | 38"27'49  | 10   | 11     |
| 6   | Jörg Seel         | Seel                      | 38"34'63  | 5    | 10     |
| 7   | Paolo Priori      | Krauser                   | 38"37'51  | 9    | 9      |
| 8   | Gabriele Gnani    | Gnani                     | 39"01'35  | 12   | 8      |
| 9   | Hans Koopman      | Viplex-Ziegler            | 39"12'18  | 8    | 7      |
| 10  | Jos van Dongen    | Casal                     | 39"24'29  | 14   | 6      |
| 11  | Zdravko Matulja   | Casal                     | +1 ronde  | 23   | 5      |
| 12  | Janez Pintar      | Eberhardt                 | +1 ronde  | 17   | 4      |
| 13  | Thomas Engl       | Krauser                   | +1 ronde  | 21   | 3      |
| 14  | Matthias Ehinger  | Krauser                   | +1 ronde  | 24   | 2      |
| 15  | Javier Arumi      | Krauser                   | +1 ronde  | 16   | 1      |
| 16  | Heinz Paschen     | Casal                     | +1 ronde  | 18   |        |
| 17  | Primoz Sovic      | Eberhardt                 | +2 ronden | 27   |        |
| 18  | Andrés Sánchez    | JJ Cobas-Rotax            | +4 ronden | 11   |        |

| Coureur            | Merk    | Oorzaak | Grid |
| ------------------ | ------- | ------- | ---- |
| Reiner Koster      | Kroko   |         | 19   |
| Ralf Waldmann      | Seel    |         | 14   |
| Hagen Klein        | Ziegler |         | 13   |
| Luis Alvaro        | Krauser |         | 11   |
| Günter Schirnhofer | Krauser |         | 10   |
| Brane Rokavec      | Seel    |         | 8    |
| Stefan Brägger     | Casal   |         | 5    |

| Coureur          | Merk  |
| ---------------- | ----- |
| Anton Gholy      | Casal |
| Sreten Vasic     | Sever |
| Miljenko Nervo   | Sever |
| Miroslav Lesicki | Sever |

| Coureur           | Merk                      | Oorzaak                   | Grid |
| ----------------- | ------------------------- | ------------------------- | ---- |
| Herri Torrontegui | Servitrans-Repsol-Krauser | Onreglementaire reparatie | 22   |

| Coureur            | Merk                       | Oorzaak  |
| ------------------ | -------------------------- | -------- |
| Antonio Sánchez    | JJ Cobas-Rotax             |          |
| Jorge Martínez     | Nieto-Ducados-Cepsa-Derbi  | Blessure |
| José Saez          | Krauser                    |          |
| Jaime Mariano      | Banca March-Timspeed-Casal |          |
| Bernd Völkel       | Seel                       |          |
| Stefan Kurfiss     | Krauser                    |          |
| Bert Smit          | Krauser                    |          |
| Giuseppe Ascareggi | BBFT                       |          |
| Roberto Sassone    | Unimoto                    |          |
| János Szabó        | Krauser                    |          |
| Jacques Bernard    | Fantic                     |          |
| René Dünki         | LCR-Krauser                |          |

### Top tien tussenstand 80cc-klasse
| Pos | Coureur           | Merk                      | Ptn |
| --- | ----------------- | ------------------------- | --- |
| 1   | Manuel Herreros   | Nieto-Ducados-Cepsa-Derbi | 58  |
| 2   | Peter Öttl        | Atomic-Krauser            | 55  |
| 3   | Stefan Dörflinger | Marlboro-LCR-Krauser      | 54  |
| 4   | Herri Torrontegui | Servitrans-Repsol-Krauser | 50  |
| 5   | Gabriele Gnani    | Gnani                     | 37  |
| 6   | Antonio Sánchez   | JJ Cobas-Rotax            | 30  |
| 7   | Paolo Priori      | Krauser                   | 25  |
| 8   | Bogdan Nikolov    | Krauser                   | 24  |
| 9   | José Saez         | Krauser                   | 20  |
| 9   | Jorge Martínez    | Nieto-Ducados-Cepsa-Derbi | 20  |

## Trivia

### Ziekenboeg
Met Wayne Gardner (beenbreuk) ging het verhoudingsgewijs goed. Hij had in de weken voor de Grand Prix alweer getraind op het Automotodrom Grobnik en van Dr. Costa toestemming gekregen om in de TT van Assen te starten. Niall Mackenzie was weer fit genoeg om te rijden, maar had nog wel veel last van zijn gebroken knieschijf en botjes in zijn hand. Bubba Shobert revalideerde van zijn ernstige hoofdverwonding bij zijn ouders in Lubbock (Texas), Bruno Bonhuil had een groot aantal breuken opgelopen in Hockenheim. Hij was geopereerd aan een gebroken arm, maar had ook een gebroken borstbeen en een gebroken dijbeen. Hij werd verzorgd in het ziekenhuis van Reims. Fabio Barchitta was er het ernstigst aan toe. Hij was in Hockenheim gedeeltelijk verlamd geraakt en er was geconstateerd dat een zenuw tussen twee rugwervels geklemd zat. Het was nog niet duidelijk of hij volledig zou genezen. 

### I. Alvares?
Een totaal onbekende rijder kwalificeerde zich als zesde in de 80cc-klasse, volgens Weekblad Motor ene I. Alvares, die in de uitslagen helemaal niet meer voorkwam. Nog vreemder was zijn machine, een CJB. Dat was de machine van de geblesseerde Nederlander Kees Besseling en "CJB" stond voor Cees Jan Besseling. Mogelijk had Besseling zijn machine toen al verkocht, want tijdens de TT van Assen maakte hij bekend te zullen stoppen.

### Agostini-Marlboro-Yamaha
Giacomo Agostini zat met zijn handen in het haar. Toen zijn beste rijder en wereldkampioen Eddie Lawson plotseling naar Honda was vertrokken had hij als noodgreep een beroep gedaan op Freddie Spencer. Als tweede rijder had hij voor veel geld Niall Mackenzie ingehuurd. Mackenzie was de enige overgebleven (semi-) toprijder en kon vragen wat hij wilde, wetende dat Agostini over veel geld van Marlboro beschikte. Spencer presteerde echter ver onder de maat en Mackenzie had in Duitsland een knieschijf en een hand gebroken. Agostini viel Spencer in Joegoslavië keihard af en stak zijn teleurstelling niet onder stoelen of banken. Hij deed nog voor de helft van het seizoen een aanbod aan Wayne Gardner en Wayne Rainey. 
1972 · 1973 · 1974 · 1975 · 1976 · 1977 · 1978 · 1979 · 1980 · 1981 · 1982 · 1983 · 1984 · 1985 · 1986 · 1987 · 1988 · 1989 · 1990